# Панцерваффе

Штандарт танковых войск вермахта

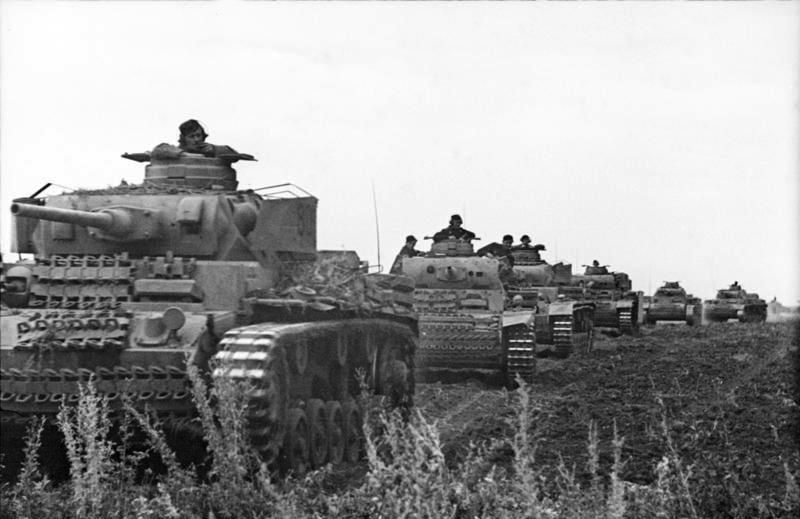
Немецкая танковая колонна (Pz Kpfw III)
на марше, Восточный фронт, июнь 1943

Панцерваффе (нем. Panzerwaffe) — танковые войска нацистской Германии, входящие в состав сухопутных войск вермахта (нем. Heer) и войск СС. Под таким названием существовали с 1936 по 1945 год.

## История
После того как Гитлеру стало известно, что страны — участницы Версальского договора знают о преднамеренных нарушениях положений этого договора со стороны Германии, 9 марта 1935 года он объявил всему миру о создании люфтваффе — германских военно-воздушных сил. Реакция западных стран-участниц договора оказалась настолько слабой, что уже через неделю Гитлер совсем отказался от соблюдения Версальского договора. Оковы были сброшены, армия могла начать расширение до 36 дивизий. Лутц, Гудериан и другие были твёрдо намерены часть дивизий сделать танковыми. Это произошло 15 октября 1935 года, и впоследствии этот день стали называть «днём рождения» панцерваффе.
Состоянию танковых войск в Германии уделялось немалое внимание. Адольф Гитлер постоянно требовал увеличить количество производства танков, хотя тех цифр, которых желало германское командование, достичь так и не удалось — в первую очередь, из-за нехватки сырья и производственных мощностей.
Начало танкостроения в Германии обычно связывают с приходом к власти нацистов. Это не совсем верно. Ещё в 1931 году инспектор автомобильных войск рейхсвера генерал-майор Освальд Луц выдвинул идею формирования крупных танковых соединений, оценив при этом достигнутые к тому времени результаты разработки танков в Веймарской республике как неудовлетворительные. Находясь под сильным влиянием начальника своего штаба, подполковника Гейнца Гудериана, он отдал указание приступить к проектированию бронированной машины массой 5 тонн, для использования её в учебных целях (единственная поблажка Версальского договора). До сих пор для этого в войсках применялись деревянные макеты танков, смонтированные на легковых автомобилях и даже на велосипедах. Также выпускались лёгкие танки под видом тракторной техники.
С 1925 года началось военное сотрудничество Германии с СССР, 3 октября 1926 г. был подписан документ о создании совместной танковой школы под Казанью. К практическому обучению в ней приступили с весны 1929 года, просуществовала школа до 20 июня 1933 года. В ней одновременно обучалось не более 12 человек. Для немецкой стороны за время функционирования школы подготовлено до 30 офицеров рейхсвера.
Кроме того, Гудериану с другими немецкими офицерами довелось присутствовать на английских танковых учениях в Солсбери — возможно, там у будущего «отца моторизованной войны» и зародились идеи о глубоких проникающих танковых ударах.

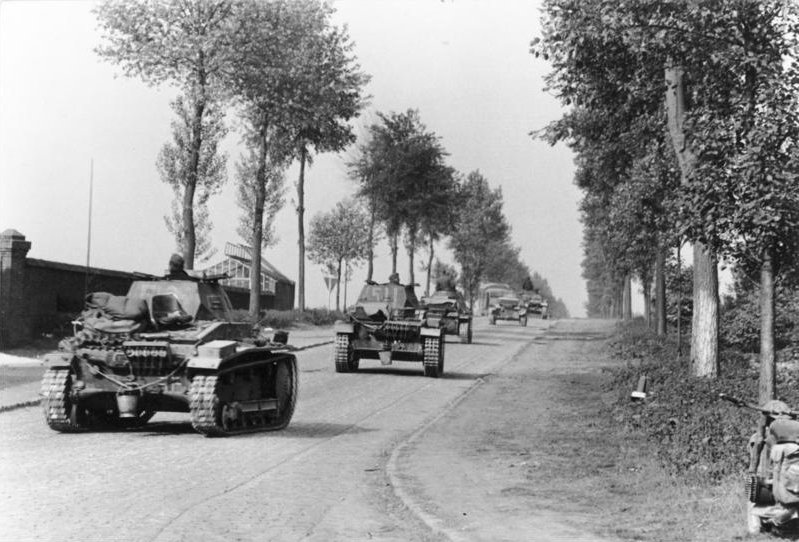
Немецкая танковая колонна в Бельгии, Французская кампания, май 1940

Panzer I стал первым (1933) немецким танком, поступившим на вооружение вермахта. Несмотря на то, что эта машина предназначалась скорее для подготовки кадров панцерваффе, довольно долго ей суждено было составлять основу германского танкового парка.
С середины 1934 года, параллельно с поставкой боевых машин в армию, началось и развёртывание танковых частей. Первые три танковые дивизии были сформированы в 1935 году. Они были подчинены командованию танковых войск, которое возглавил генерал Освальд Лутц.
В 1935 году Эрих фон Манштейн в письме к генералу Беку описал идею машин «штурмовой артиллерии», главной задачей которых должна была бы быть непосредственная поддержка атакующих подразделений пехоты. На основе этих рекомендаций, к 1937 году были разработаны самоходные орудия Sturmgeschütz III (Штуг III), ставшие самым массовым по численности представителем бронетехники вермахта.
Известно высказывание Гудериана: «Победа идет по следам танков».
Бронетанковые войска вермахта пользовались не только разработками немецких конструкторов. Достаточно широко использовались чешские танки, которые достались немцам в ходе оккупации Чехословакии.
К 1939 году в германской армии было пять танковых дивизий (в дополнение к первым трём в 1938 году было сформировано ещё две). При этом в армиях других стран тогда танковых дивизий не было (в СССР были танковые корпуса).
На 1 сентября 1939 года (начало Второй мировой войны) вермахт располагал 3190 танками, из них Pz Kpfw I — 1145, Pz Kpfw II — 1223, Pz Kpfw 35 (t) — 219, Pz Kpfw 38 (t) — 76, Pz Kpfw III — 98, Pz Kpfw IV — 211, командирские — 215, огнемётные — 3, штурмовых орудий — 5.
Безвозвратные потери в Польской кампании составили 198 машин.
На Восточном фронте (Великая Отечественная война)
Первый период войны (1941—1942).
На 22 июня 1941 года вермахт располагал 6 290 единицами бронетехники (танки, штурмовые орудия, истребители танков, самоходные артустановки), а также 2 054 трофейными французскими, бельгийскими и польскими танками. По типам: Pz Kpfw I — 877, Pz Kpfw II — 1134, огнемётных Pz.Flamm II — 85, Pz Kpfw 35(t) — 189, Pz Kpfw 38(t) — 794, командирских лёгких танков — 129, Pz Kpfw III — 1573, Pz Kpfw IV — 609, командирских на базе Pz Kpfw III — 201, штурмовых орудий StuG III — 447, истребителей танков Pz.Jäg I — 202, самоходные тяжелые пехотные орудия на базе танков Pz Kpfw I — 38 и на базе Pz Kpfw II — 12. Среди трофейной бронетехники преобладала французская: R-35/40 — 843, H35 (а также H38 и H39) — 600, FCM 36 —— 50, B1bis — 161, S-35 — 400.
Накануне нападения на СССР общее количество танков и штурмовых орудий, в действующей немецкой армии на Востоке, на 22 июня 1941 года, составило (без огнеметных) всего 3332 единицы (Б. Мюллер-Гиллебранд. Справочник «Сухопутная армия Германии. 1933—1945») — против 25 621 танка у Красной армии (из которых исправными были 19 997), в том числе около 1400 танков новых типов — Т-34-76 и КВ-1, аналогов которых по огневой мощи не имелось у панцерваффе (но которые были слабо освоены личным составом). По данным отечественного историка А. В. Лобанова, в предназначенных для вторжения в СССР немецких войсках — танков, штурмовых орудий, самоходных истребителей танков было больше — 3 987 единиц, а также 347 танков союзников Германии.

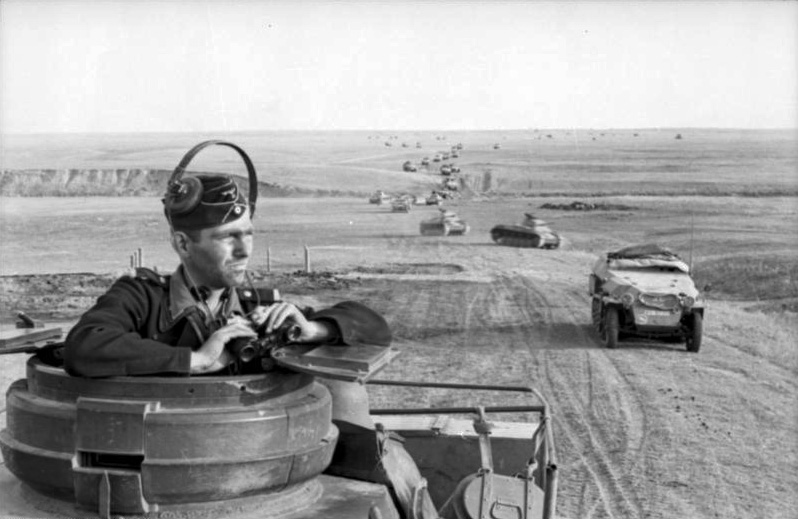
Колонна бронетехники под Сталинградом, 1942

За первый год войны было потеряно 75—80 % изначального танкового парка панцерваффе.
Второй период войны (1942—1943) …
Третий период войны (1943—1944) характеризовался значительным количественным ростом германских вооружённых сил в техническом отношении: количество танков и САУ составило
к 1 января 1943 года — 7927 единиц,
к 1 января 1944 года — 9149 единиц,
к 1 января 1945 года — 12 990 единиц.
Это было результатом деятельности Шпеера, Мильха и др., в рамках программы военной мобилизации промышленности Германии, начатой в январе 1942 года, но давшей серьёзные результаты лишь в 1943—1944 гг.
Однако, из-за огромных потерь на Восточном фронте и нехватки топлива для обучения танкистов, количественный и качественный рост военной техники сопровождался снижением качественного уровня личного состава германских вооружённых сил.
Некоторые танковые дивизии СС (это 1-я танковая дивизия СС «Лейбштандарт СС Адольф Гитлер», 2-я танковая дивизия СС «Рейх», 3-я танковая дивизия СС «Мёртвая голова» и 12-я танковая дивизия СС «Гитлерюгенд»), среди прочих, были уничтожены неоднократно (например, только в феврале 1945 года, при взятии Будапешта было уничтожено три дивизии СС: 8-я, 22-я и 33-я), а затем формировались заново.
Суммарные потери немецких танков, по советским официальным данным, составили 32,5 тыс. единиц., причём большая их часть была уничтожена ИПТАП и танками РККА, у авиации эффективность была значительно ниже.

### Известные сражения
- Блицкриг в Бенилюксе и Северной Франции (май 1940)
- Операция «Барбаросса»(июнь 1941)
- Танковое сражение под Дубно—Луцком—Ровно (июнь 1941)
- Битва под Сенно (июль 1941)
- Сражение под Прохоровкой (июль 1943)
- Наступление в Арденнах (декабрь 1944)
- Наступление под Балатоном (март 1945)

## Структура

### Вермахт
- Танковый корпус
  - Танковая дивизия
    - Танковый полк
      - Танковый батальон
        - Танковые роты[9]

Должности
- генерал танковых войск

### Войска СС
- Танковая дивизия СС имела не десять, как аналогичные соединения вермахта, а пятнадцать моторизованных рот, кроме того, танковые полки были больше (как правило, на один взвод в каждой танковой роте — вместо 17, положенных по штатам вермахта, было 22 танка) и имели дополнительно сапёрный батальон, две роты мостоукладчиков, зенитный батальон, батальон снабжения и мортирный дивизион. Позже, в 1944 году, часто также миномётный дивизион, вооружённый преимущественно ракетными установками типа «Панцерверфер» на полугусеничном ходу. Подразделения тяжёлых танков войск СС ввиду своей организации и оснащённости танками «Тигр» и «Королевский Тигр» были самыми мощными танковыми подразделениями войны;
- моторизованная дивизия СС была почти одинакова с аналогичными соединениями вермахта, однако имела в своём составе не 14, а 15 рот, а также пулемётный, зенитный батальоны и батальон снабжения;

Всего в войсках СС было 7 танковых дивизий и 6 моторизованных дивизий.
Личный состав шести танковых дивизий СС имел стандартные петлицы с зиг-рунами (танковая дивизия СС «Мёртвая голова» имела петлицы с изображением т. н. «мёртвой головы»).
В 1944 г. немецкие танкисты получили новую форму: камуфлированая куртка с нагрудными карманами.

## Состав

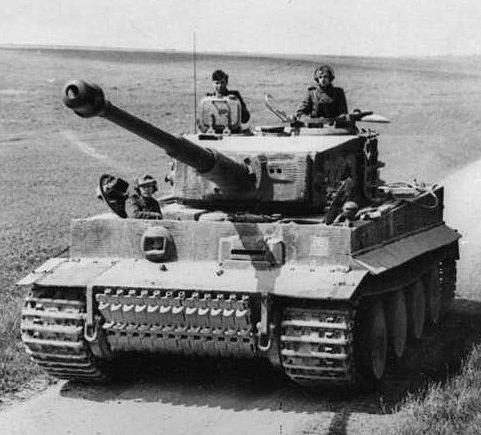
«Тигр-I» в северной Франции, март 1944

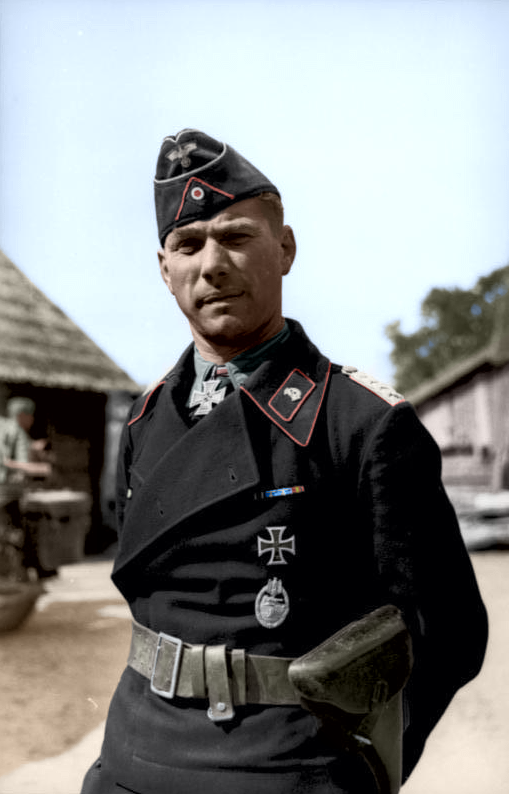
Танкист вермахта

### Вермахт
- 1-я танковая армия
- 2-я танковая армия
- 3-я танковая армия
- 4-я танковая армия
- 5-я танковая армия
- III танковый корпус
- VII танковый корпус
- XIV танковый корпус
- XXIV танковый корпус
- XXXVIII танковый корпус
- XXXIX танковый корпус
- XXXX танковый корпус
- XXXXI танковый корпус
- XXXXVI танковый корпус
- XXXXVII танковый корпус
- XXXXVIII танковый корпус
- LVI танковый корпус
- LVII танковый корпус
- LVIII танковый корпус
- LXXVI танковый корпус
- Танковый корпус «Великая Германия»
- Танковый корпус «Фельдхернхалле»
- Парашютно-танковый корпус «Герман Геринг»

### Войска СС
- 6-я танковая армия СС (1944—1945)
- 11-я танковая армия СС (1945)
- I танковый корпус СС («Лейбштандарт СС Адольф Гитлер»)
- II танковый корпус СС
- III танковый корпус СС
- IV танковый корпус СС
- VII танковый корпус СС («Корпус ландскнехтов»)

## Основной парк техники и вооружения
Основные типы танков и самоходных орудий, состоявших на вооружении панцерваффе:
- PzKpfw I — лёгкий танк; производство: 1933—1937 (1574 машины); эксплуатация: 1934 — конец 1940-х.
- PzKpfw II — лёгкий танк; производство: 1935—1942 (~2000 машин); эксплуатация: 1935 — конец 1950-х.
- PzKpfw III — средний танк; производство: 1938—1943 (5865 машин); эксплуатация: 1939 — конец 1940-х.
- PzKpfw IV — средний танк; производство: 1937—1945 (8686 машин); эксплуатация: 1939 — конец 1940-х.
- PzKpfw 35(t) — лёгкий танк; производство (Чехословакия): 1936—1938; эксплуатация: 1936 — начало 1950-х.
- PzKpfw 38(t) — лёгкий танк; производство (Чехословакия): 1938—1942; эксплуатация: 1939 — середина 1950-х.
- PzKpfw V «Пантера» — средний танк (основной); производство: 1943—1945 (5976 машин); эксплуатация: 1943 — конец 1940-х.
- Тигр I — тяжёлый танк; производство: с середины 1942 года и до середины 1944 (1354 машин).
- Тигр II «Королевский тигр» — тяжёлый танк; производство: с марта 1944 года и до конца войны (489 машин).
- StuG III — средняя САУ класса штурмовых орудий; производство: 1939—1944 (9346 машин); эксплуатация: 1940—1967.
- StuH 42 — средняя САУ класса штурмовых орудий; производство: 1942—1944 (1212 машин); эксплуатация: 1942—1945.
- StuG IV — средняя САУ класса штурмовых орудий; производство: 1943—1945 (~1150 машин); эксплуатация: 1943—1945.
- Хетцер — лёгкая САУ класса истребителей танков; производство (Чехословакия): 1944—1951 (3145 машин); эксплуатация: 1944—1972.
- Фердинанд — тяжёлая САУ класса истребителей танков; производство: 1943—1945 (90 машин).
- Ягдпантера — тяжёлая САУ класса истребителей танков; производство: 1943—1945 (415 машин).
- Ягдтигр — тяжёлая САУ класса истребителей танков; производство: 1943—1945 (~77 машин).

### Трофейная техника

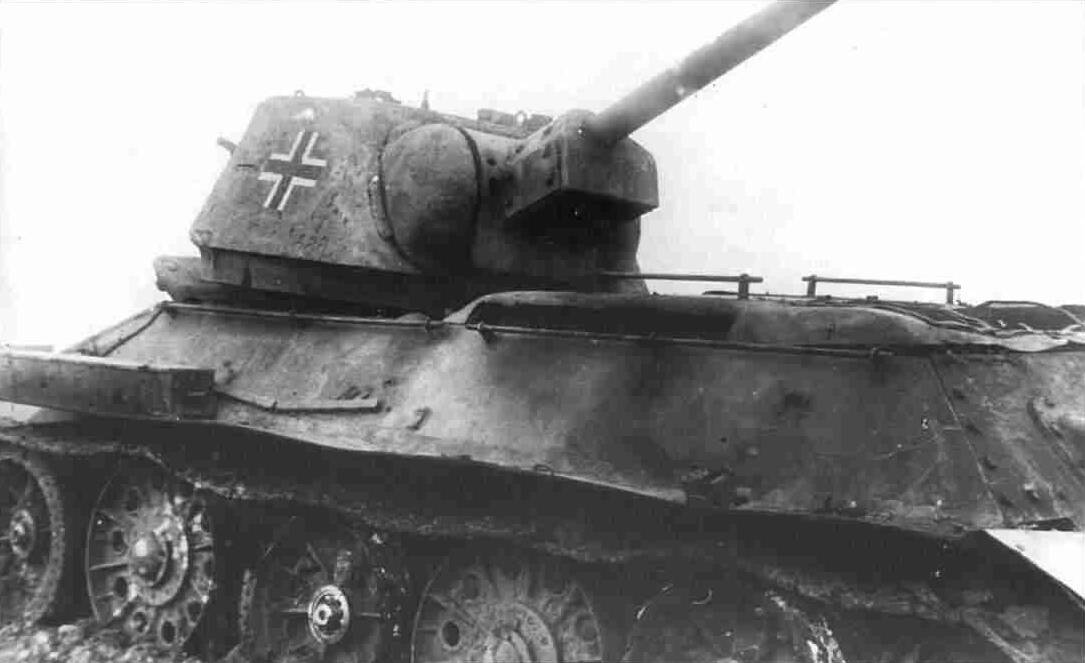
Т-34 советского производства, захваченный 2-й танковой дивизией СС «Рейх» и подбитый в ходе Курской битвы советской артиллерией. Курская дуга, июль 1943 года

Во время войны немцы охотно использовали также трофейную технику. Всего с 1939 по 1945 годы в состав вермахта были введены около 20 тысяч единиц трофейных танков и иной бронетехники, свыше 70 тысяч трофейных автомобилей, в том числе 469 чешских (имеются в виду только переведённые из состава чешской армии после оккупации страны и не учитывая взятые позднее со складов, расконсервированые и законченные производством на чешских заводах уже при немцах), не менее 137 польских (также только захваченные в исправности в Польской кампании в сентябре 1939 года без учёта отремонтированных или введённых в строй позднее), как минимум 4 930 французских, несколько десятков британских бронеавтомобилей и бронемашин из числа захваченных при Дюнкерке и позднее в боях в Северной Африке, свыше 10 000 советских (в строй была введена немцами только часть из них), не менее 800 итальянских (захвачены в 1943 году при разоружении немцами итальянской армии).
Так, в африканском корпусе на вооружении также были трофейные английские танки: 

Pz Mk II 478 (e) — пехотные танки Matilda Mk II 

Pz Mk III 479 (e) — пехотные танки Valentine Mk III
Трофейные советские танки использовались под обозначениями: 

Panzerkampfwagen KV-IA 753(r) — КВ-1 

(Sturm)Panzerkampfwagen KV-II 754(r) — КВ-2 

Panzerkampfwagen KV-IB 755(r) — КВ-1с 

Panzerkampfwagen 746 (r) — Т-28
В 1941 году в 1-й, 8-й и 11-й танковых дивизиях на вооружении имелись трофейные советские Т-34.
В 1943 году во 2-й танковой дивизии СС «Рейх» на вооружении было 25 танков Т-34, они участвовали в битве на Курской дуге (в том числе 8 из них — в сражении под Прохоровкой).
Трофейными советскими танками первоначально был вооружён противотанковый дивизион, который к началу Курской битвы был переформирован в 3-й танковый батальон 2-го танкового полка дивизии СС «Рейх» (нем. III. Abteilung/SS-Panzer-Regiment 2). Германское командование было вынуждено пойти на это, чтобы восполнить отсутствие 1-го батальона 2-го танкового полка СС (нем. I. Abteilung/SS-Panzer-Regiment 2), который 17 апреля 1943 года отбыл в Германию для получения новой техники (танков «Пантера») и вернулся на фронт уже после завершения Курской битвы.
По некоторым данным, на 31 мая 1943 г. в танковых дивизиях числилось около сотни трофейных советских танков, в том числе 4 Т-70, 2 КВ-1 и 59 Т-34.

### Прочее вооружение
- Nahverteidigungswaffe — «оружие ближней обороны». Было стандартным противопехотным оружием, устанавливалось на танк или самоходное орудие и обеспечивало ближнюю защиту боевой машины от пехоты противника. Использовалось вместо пистолетных портов, ослаблявших броневую защиту. Оружие представляло собой мортирку калибром 92 мм, заряжаемую разрывными зарядами. Она выстреливала небольшую гранату на высоту около 3 метров, где она взрывалась, усеивая всё вокруг шрапнелью и металлическими шариками. Считалась очень эффективным средством для очистки близлежащего пространства от пехоты противника.
- Циммерит

## Производство
В 1941 г. было произведено 2300, а в 1942 г. — 3600 лёгких бронированных машин различного назначения.
Всего за годы войны танкостроительной промышленностью Германии было произведено ок. 25 тыс. средних танков, в то время как союзниками — ок. 200 тыс.